# Sistema de jubilació als Països Baixos
El sistema de jubilació als Països Baixos és, entre els sistemes de jubilació a Europa, aquell on el pes històric dels plans de pensió, tot i que són facultatius, és més important, la qual cosa fa que les jubilacions complementàries representin el 32 % del total de les jubilacions, sent accessibles al 85 % dels assalariats del sector privat. Aquest pes de les jubilacions per capitalització no té equivalent a Europa continental, a part de Suïssa, i l'import dels actius financers gestionats per aquests règims de jubilació, via establiments bancaris com ING o ABN Amro, posa els Països Baixos al capdavant del palmarès mundial dels fons de pensió.

## Un règim públic que ofereix almenys el salari mínim a una parella
Creat l'any 1956, el règim públic de base cobreix la població de 15 a 65 anys, sota forma de forfait, el muntant del qual varia segons la composició i l'edat dels seus membres, sense condicions de recursos, que els individus estiguin jubilats o no, des del moment que tinguin 65 anys o no. És jutjat protector pels baixos ingressos perquè una persona sola rebrà una pensió neta igual al 70 % del salari mínim i cada membre d'una parella, casat o no, rebrà una pensió neta igual al 50 % del salari mínim, o sigui el 100 % d'aquest salari mínim per a una parella. Els solters i les parelles amb dos salaris són penalitzats perquè no acumulen drets a la jubilació més que sobre la fracció dels seus ingressos superiors al salari mínim net. Per garantir aquest règim de base, els Països Baixos van crear l'any 1998 un Fons de reserva per les jubilacions, alimentat pel pressupost de l'Estat i invertit en obligacions.

## Fons de pensió amb prestacions definides, principalment per branques professionals
El règim de base és completat per plans de pensió, que són molt majoritàriament règims de prestacions definides en les quals la pensió és calculada i coneguda abans, via la negociació col·lectiva. L'últim salari d'activitat és escollit pel 60 % de la població com a salari de referència, la resta dels neerlandesos prenen com a referència el salari mitjà de la seva activitat. Per a una carrera d'una durada de 40 anys, l'objectiu apuntat és un percentatge de l'últim salari de l'ordre del 70 %, compresa la pensió rebuda pel règim de base. Els Països Baixos compten aproximadament amb 80 fons de pensió per branca professional, als quals cal afegir els 11 plans de pensions professionals que cobreixen els membres de les professions liberals. Els 900 plans de pensions d'empresa només cobreixen les grans empreses i només afecten aproximadament un 16 % dels cotitzants l'any 1999.

## Moltes excepcions en l'edat legal de jubilació
L'edat legal de jubilació està fixada en 65 anys però existeixen possibilitats de jubilació anticipada abans d'aquesta edat. L'edat real de jubilació era de 62,8 anys l'any 2008 per a les dones i de 63,7 anys per als homes. La penalització per jubilació anticipada és als Països Baixos prou baixa, el 2 % contra el 5 % a França. L'import de la pensió és directament proporcional al nombre d'anys de cotització i l'import de la pensió màxima és redueix un 2 % per any.
Tenint en compte una edat real de jubilació encara prou baixa, el govern neerlandès ha emprès reformes per encoratjar a cotitzar més temps. El ministre neerlandès d'Afers socials i Treball, va desvetllar el 28 de maig de 2010 un pla destinat a afavorir el treball després dels 65 anys. La seva mesura destacada és una prima per a anys suplementaris de cotització consistent en augmentar un 5 % la base de jubilació per a cada any treballat després dels 65 anys. L'edat legal de la jubilació als Països Baixos va ha de passar de 65 a 67 anys fins al 2025, va anunciar el 16 d'octubre de 2010 el primer ministre neerlandès Jan Peter Balkenende. Aquesta modificació es farà "en dos temps", fins als 66 anys l'any 2020, i després fins a 67 anys l'any 2025, però conservant les nombroses excepcions que permeten jubilar-se abans, sense patir descomptes importants.

## Els nous convenis col·lectius van fer pujar la taxa d'ocupació dels més grans als anys 1990
Als Països Baixos, l'edat legal de la jubilació està fixat als 65 anys tant per als homes com per a les dones, però és molt superior a l'edat efectiva mitjana de jubilació, estimada en 61 anys, després d'haver progressat de manera important als anys 1990. Els canvis de polítiques socials en relació amb les prejubilacions, decidits pels sindicats i els empresaris en la negociació dels convenis col·lectius van permetre augmentar la taxa d'ocupació de la franja de 55-64 anys. En aquest tall d'edat, només el 38 % dels homes i l'11 % de les dones de 55 anys o més treballaven l'any 1993, però la proporció ha augmentat de forma important: l'any 2000 eren respectivament el 48 % i el 20 % encara actius. L'any 1995, els Països Baixos presentaven una de les taxes d'ocupació més baixes en la franja dels 55-65 anys d'Europa, el 26 % i va pujar al 37 % l'any 2002 gràcies a aquests convenis col·lectius.